# Tiara (Heraldik)

Tiara als heraldisches Beispiel

Die Tiara ist in der Heraldik eine gemeine Figur und wird recht einheitlich im Wappen dargestellt. Als Regnum oder Triregnum, also Dreifachkrone, ist sie dem Papstwappen und dem Wappen des Vatikans vorbehalten. Die Darstellung erfolgt in Gold und drei miteinander verschmolzene Kronenreife werden vom Reichsapfel auf der Spitze geziert. Diese Form ist etwa seit Papst Clemens V. (1303–1314) die heute bekannte und mit verschiedenfarbigen Streifen zwischen den Kronenreifen in Purpur, Blau und Grün fast unverändert. Die Tiara schwebt gelegentlich über dem Schlüsselpaar aus Binde- und Löseschlüssel.
Anfänglich war diese Tiara nur eine weiße Mütze in der Form eines Zuckerhutes.
Die Tiara kann im Wappen oder Feld, aber auch im Oberwappen sein. Auf verschiedenen Münzen ist sie abgebildet.

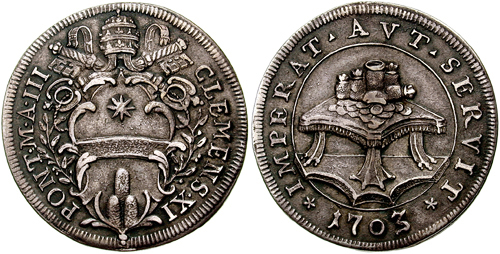
Tiara auf einer Münze
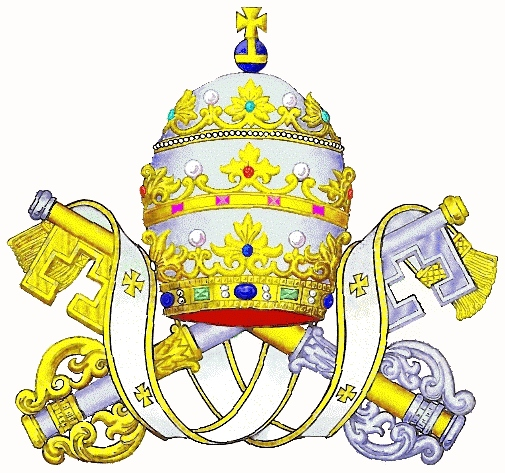
Tiara über Binde- und Löseschlüssel